# 短果双盖蕨
短果双盖蕨（学名：Diplazium wheeleri）也称短果短肠蕨，为蹄盖蕨科双盖蕨属下的一个种。